# 海湾水族馆

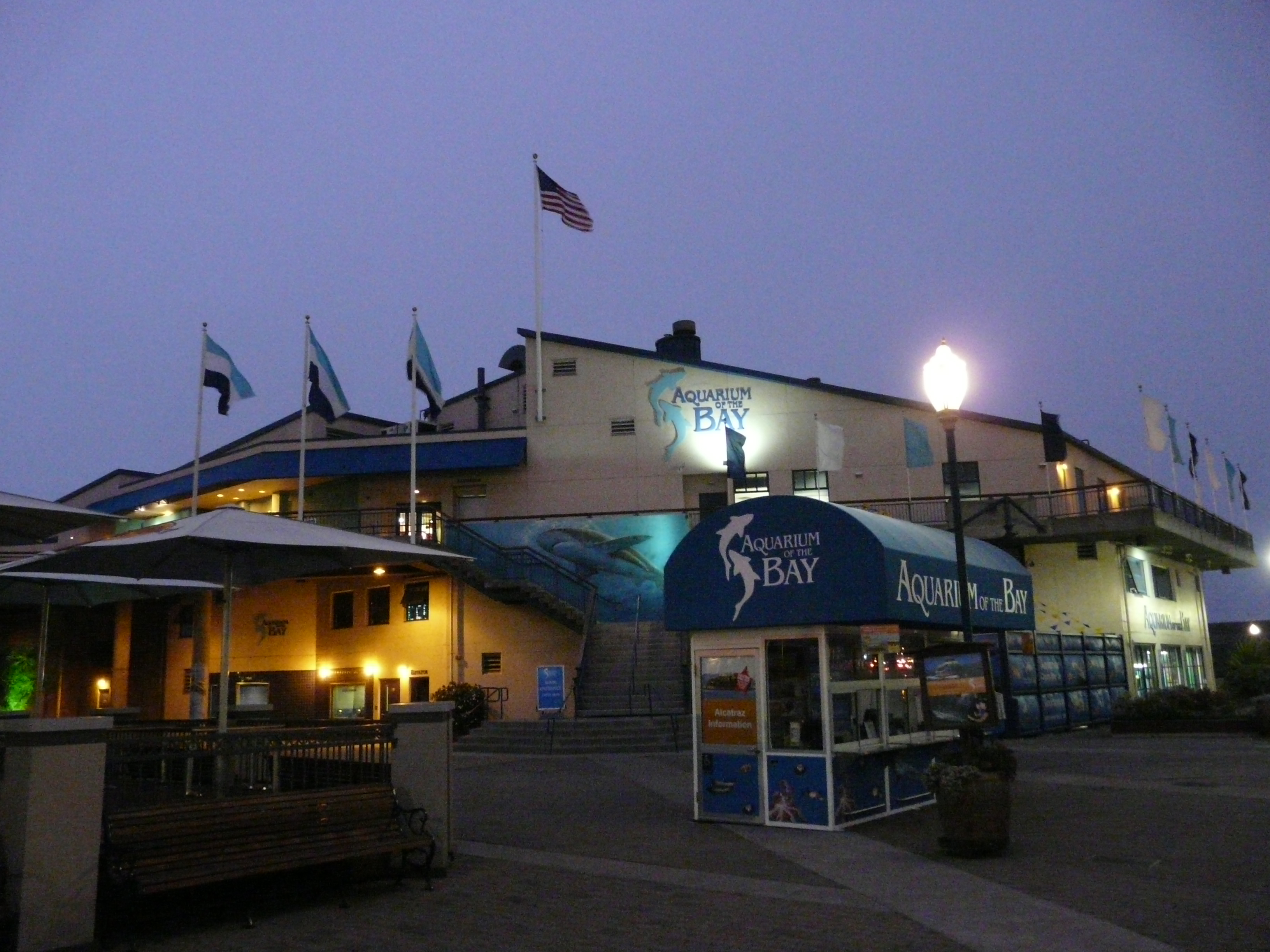
黄昏的海湾水族馆

海湾水族馆（英語：Aquarium of the Bay）是一座位于美国旧金山39号码头内河码头和海滩街的水族馆。水族馆的重点展物是当地水产动物(包括在旧金山湾及邻近海域找到的水产)。水族馆拥有七鳃鲨、豹鲨、白斑角鲨和天使鲨等超过50种鲨鱼，也有鳐科、加州鲼和包括鳗鱼、比目鱼、石斑鱼、隆頭魚科、虾虎鱼科、线鳚科、隐棘鳚科和鲟科等动物。